# Élections municipales philippines de 2019
Les élections municipales philippines de 2019 ont lieu le 13 mai 2019 aux Philippines afin de renouveler les membres des conseils de ville et des conseils municipaux.